# Kisszentmárton
Kisszentmárton ist eine ungarische Gemeinde im Kreis Sellye im Komitat Baranya.